# Armata alleata in Oriente
L'Armata alleata in Oriente (in francese Armées alliées en Orient, in inglese Allied Army of the Orient) fu una grande formazione militare (in pratica un gruppo di armate) creata dagli Alleati della prima guerra mondiale sul fronte di Salonicco a partire dall'agosto 1916: originata inizialmente dalla riunione sotto un unico comando di due entità preesistenti, la Armée d'Orient francese e la British Salonika Army del Regno Unito, la formazione crebbe poi con l'arrivo di ulteriori unità da altri Stati e in particolare da Serbia, Italia, Russia e Grecia. Nel giugno 1918 l'organico dell'armata ammontava a un totale di circa 620.000 uomini.
L'Armata alleata in Oriente partecipò alle operazioni della campagna di Macedonia contro le forze degli Imperi centrali (l'esercito del Regno di Bulgaria supportato da contingenti tedeschi e ottomani), fino alla conclusione delle ostilità nel novembre 1918.

## Storia
I primi contingenti degli Alleati sbarcarono nei Balcani il 5 ottobre 1915: truppe francesi e britanniche presero terra nel porto di Salonicco in Grecia nel tentativo di stabilire un collegamento con l'alleata Serbia, messa sotto pressione dagli Imperi centrali e prossima a subire una devastante invasione da parte delle forze di Germania, Austria-Ungheria e Bulgaria; la Grecia era in quel momento ancora neutrale, ma lacerata al suo interno dalla disputa tra il re Costantino I, filo-tedesco, e il primo ministro Eleutherios Venizelos, favorevole invece all'alleanza con gli anglo-francesi. Le forze alleate si dimostrarono incapaci di prestare soccorso alla Serbia, completamente invasa e occupata dagli Imperi centrali tra l'ottobre e il novembre 1915, ma riuscirono a mantenere il possesso della strategica base di Salonicco, utile anche come fonte di pressione su Atene perché scendesse in campo a favore della Triplice intesa.

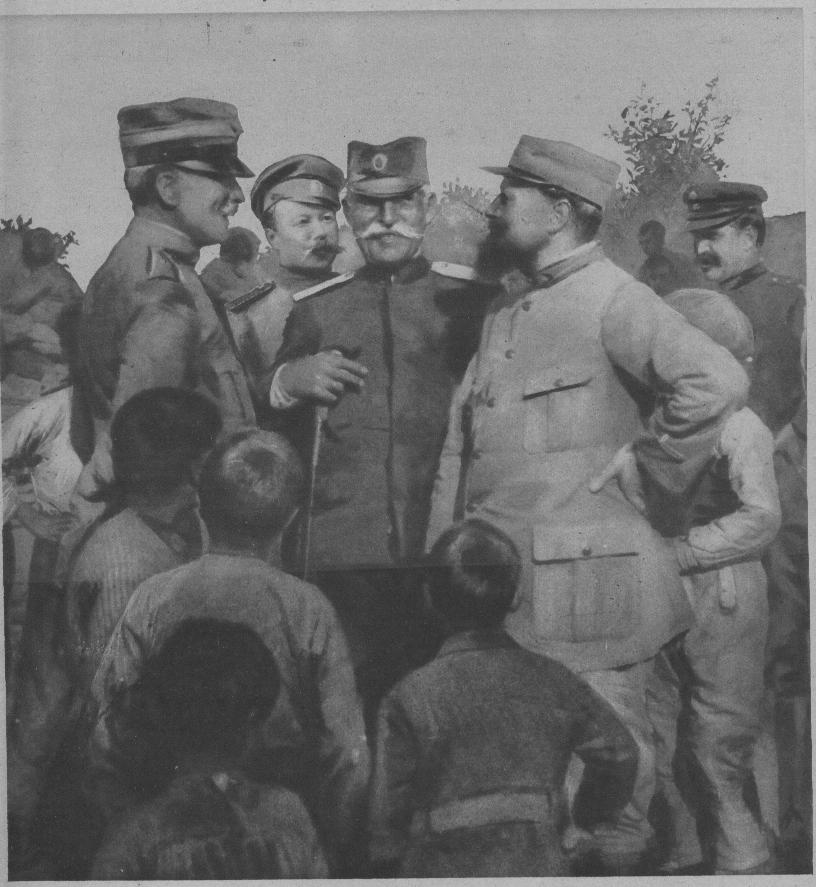
Un gruppo di ufficiali dell'Armata alleata in Oriente: da sinistra, un capitano italiano, un tenente russo, un colonnello serbo, un tenente francese e un gendarme greco.

L'organico delle forze alleate dislocate a Salonicco crebbe costantemente durante i primi mesi del 1916, in particolare dopo la conclusione della fallimentare esperienza della campagna di Gallipoli. I contingenti francese e britannico rimasero sotto comandi separati fino all'agosto 1916 quando, dopo lunghe trattative, si decise infine di riunirli sotto il comando di un unico organismo, l'Armata alleata in Oriente; primo comandante fu nominato il generale francese Maurice Sarrail, entrato in carica l'11 agosto 1916. Nuovi contingenti si aggiunsero ben presto all'originario nucleo costituito dagli anglo-francesi: nel giugno 1916 raggiunsero il fronte di Salonicco due brigate di fanteria russe sotto il generale Mikhail Diterikhs, che con ulteriori invii di truppe nel luglio 1917 formarono una divisione forte di 18.000 uomini; l'Italia mise a disposizione nell'agosto 1916 una divisione di fanteria su due brigate che, nel giugno 1917, fu ulteriormente potenziata con l'arrivo di una terza brigata e di vari reparti di supporto. I resti dell'esercito serbo, fuggiti dalla madrepatria fino alle rive del mar Adriatico dopo una dura marcia attraverso il nord dell'Albania, furono recuperati da navi degli Alleati e portati in salvo prima a Biserta e poi a Corfù: qui, con l'assistenza dei francesi, furono riequipaggiati e riorganizzati in tre piccole armate di due divisioni ciascuna, inviate poi sul fronte di Salonicco.
L'Armata alleata in Oriente sostenne i suoi primi scontri su vasta scala a metà agosto 1916, quando le forze bulgare diedero avvio a un'invasione della Macedonia greca e della Tracia occidentale: dopo aver bloccato l'avanzata bulgara nel corso della battaglia di Florina (17-28 agosto 1916), le forze alleate passarono poi all'offensiva a partire dal 12 settembre conquistando infine la città di Monastir il 19 novembre e stabilizzando il fronte nella Macedonia meridionale; a fine anno l'Armata stabilì un collegamento con le forze italiane che stavano operando contro gli austro-ungarici nel sud dell'Albania, le quali tuttavia rimasero per tutta la durata del conflitto sotto un comando separato da quello di Salonicco.
Il fronte macedone rimase a lungo in stallo per i primi mesi del 1917, tanto da spingere il presidente francese Georges Clemenceau a bollare l'Armata alleata come "i giardinieri di Salonicco". Una serie di offensive degli Alleati tra aprile e maggio, culminate nelle battaglie di Monastir, di Doiran e dell'ansa del Crna, non portarono che a pochi guadagni territoriali pagati con forti perdite; l'abdicazione del re Costantino I e l'entrata in guerra della Grecia a fianco degli Alleati il 30 giugno 1917 portarono nuove forze all'Armata alleata, la quale tuttavia dovette anche affrontare turbolenze e tentativi di ammutinamento in seno alle truppe francesi e russe. Il generale Sarrail fu richiamato in patria e sostituito dal connazionale Adolphe Guillaumat il 15 dicembre 1917, il quale a sua volta cedette il comando al generale Louis Franchet d'Espèrey il 17 giugno 1918.
L'offensiva risolutiva sul fronte macedone fu ritardata fino al 14 settembre 1918, quando infine prese avvio la cosiddetta "offensiva del Vardar": mentre le forze britanniche e greche tenevano impegnati i bulgari a est, sconfiggendoli nella terza battaglia di Doiran, le divisioni francesi, serbe e italiane sfondarono il fronte a ovest nel corso della battaglia di Dobro Pole; l'esercito bulgaro si disgregò nel corso della ritirata e il 29 settembre il governo di Sofia chiese l'armistizio. Le forze alleate proseguirono verso nord, penetrando in Serbia e liberando Belgrado il 1º novembre; con l'armistizio dell'Austria-Ungheria il 3 novembre e della Germania l'11 novembre anche sul fronte balcanico le operazioni militari ebbero quindi termine.
Una parte importante dell'esercito d'oriente fu convertita da Georges Clemenceau per essere impiegata, a partire dal 1918, sul fronte della guerra civile russa in funzione antibolscevica

## Composizione

### Francia

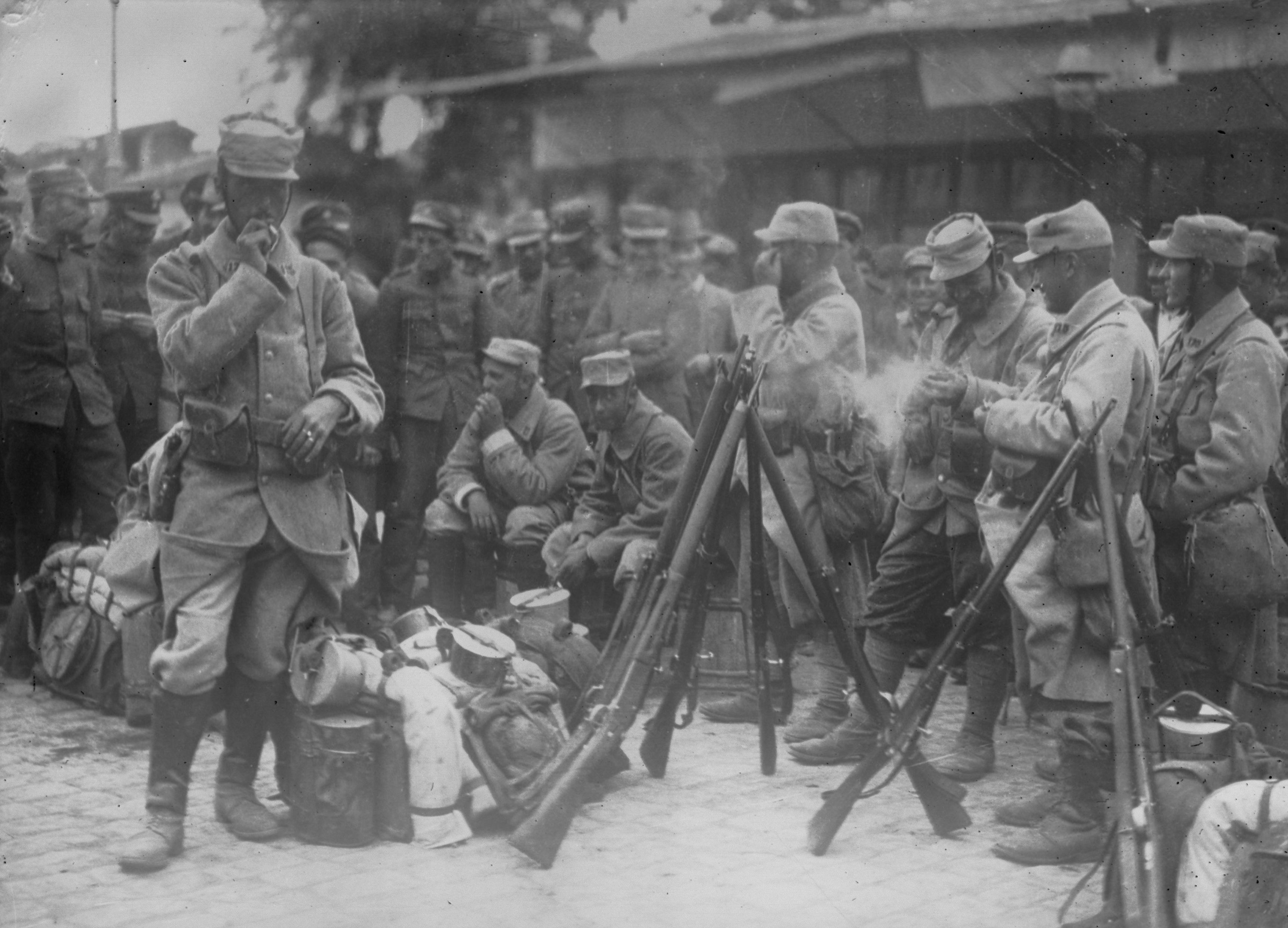
Soldati francesi a Salonicco nel 1915

Le forze francesi inviate a Salonicco erano riunite nella cosiddetta Armée d'Orient (dall'11 agosto 1916 Armée française d'Orient): il contingente originario arrivato nell'ottobre 1915 ammontava a tre divisioni di fanteria (la 57ª, la 122ª e la 156ª Divisione di fanteria, le prime due arrivate dalla Francia e la terza evacuata da Gallipoli) e una brigata di cavalleria, ma questa forza fu poi incrementata con l'arrivo di una quarta divisione di fanteria nel febbraio 1916 (la 17ª Divisione coloniale, anch'essa veterana di Gallipoli) e di altre quattro tra il dicembre 1916 e il gennaio 1917 (la 30ª e la 76ª Divisione di fanteria, e la 11ª e la 16ª Divisione coloniale).
Le divisioni di fanteria, organizzate secondo il nuovo ordinamento divisionale adottato nel 1915, avevano un organico di 16.000 uomini inquadrati in tre reggimenti di tre battaglioni ciascuno, uno squadrone di cavalleria, un reggimento di artiglieria da campagna su tre battaglioni, una compagnia di genieri e servizi di supporto; le divisioni coloniali, composte sia da unità reclutate nelle colonie che da nazionali francesi offertisi volontari per il servizio oltremare, mantenevano invece il vecchio ordinamento pre-1915 con due brigate di due reggimenti ciascuna. La brigata di cavalleria era una formazione creata ad hoc per la campagna tramite l'unione di due reggimenti di Chasseurs d'Afrique (cavalleria leggera reclutata tra i francesi residenti nelle colonie), un reggimento di spahis marocchini e un plotone di autoblindo; la 156ª Divisione disponeva come suo terzo reggimento del 1er Régiment de marche d'Afrique, unità composita formata da due battaglioni di zuavi algerini e un battaglione della Legione straniera francese.

### Regno Unito

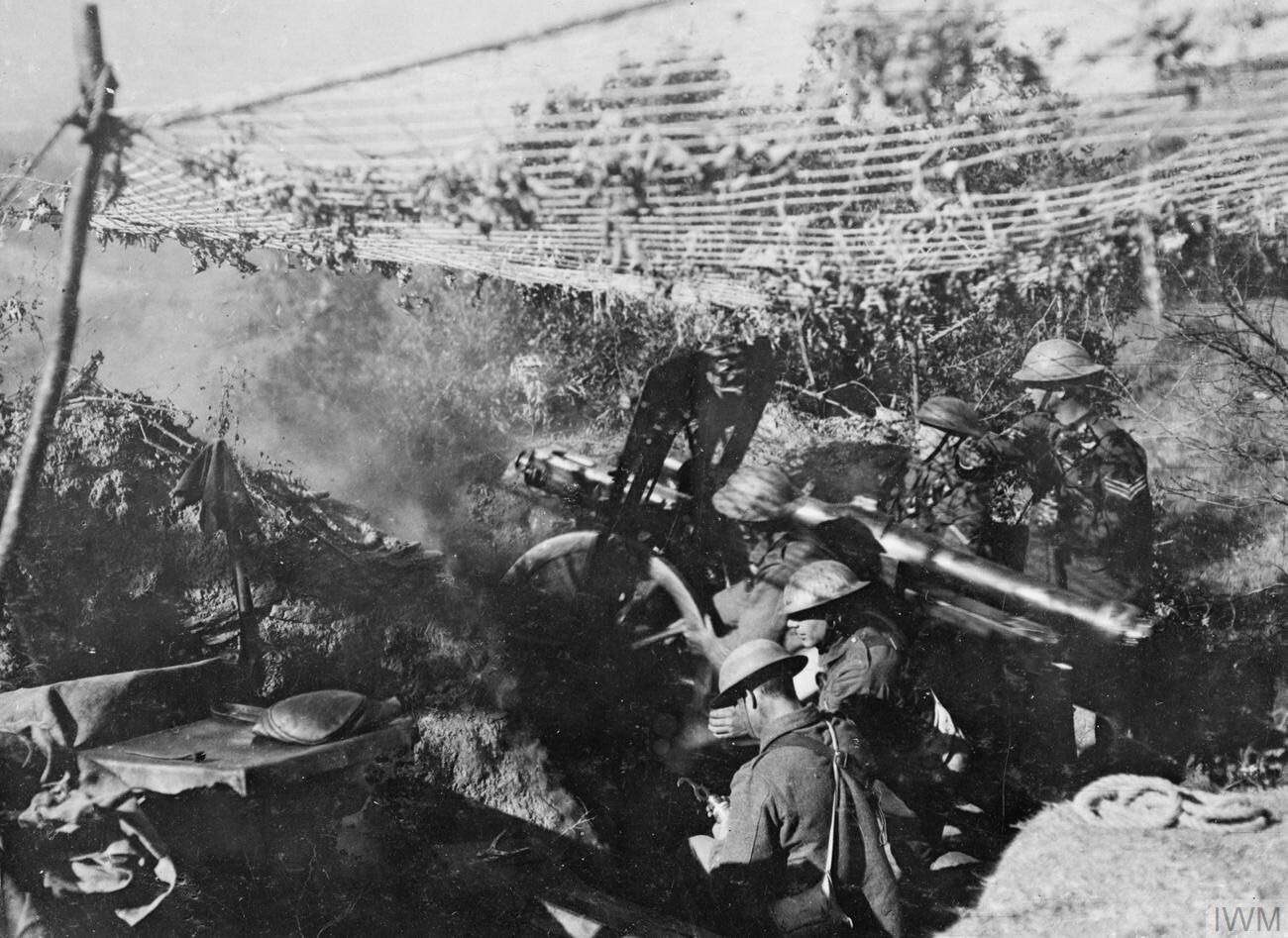
Artiglieria britannica in azione durante la battaglia di Doiran

La British Salonika Army venne formata tra l'ottobre e il novembre del 1915 con una forza di cinque (poi sei) divisioni di fanteria riunite in due corpi d'armata, il XII Corpo con la 22ª, 26ª e (dal marzo 1916) 60ª Divisione di fanteria e il XVI Corpo con la 10ª, 27ª e 28ª Divisione di fanteria; tra febbraio e maggio del 1916 furono poi aggiunte due brigate di cavalleria, entrambe ritirate e inviate in Egitto nel giugno 1917, mentre nel settembre seguente la 10ª Divisione fu ritirata e inviata in Palestina.
Una divisione britannica disponeva di circa 16.000 uomini suddivisi in tre brigate di quattro battaglioni ciascuna, uno squadrone di cavalleria, una compagnia ciclistica (abolita nel 1917), quattro brigate di artiglieria da campagna su 3-6 batterie ciascuna, da una a tre compagnie di generi e truppe di supporto.

### Serbia

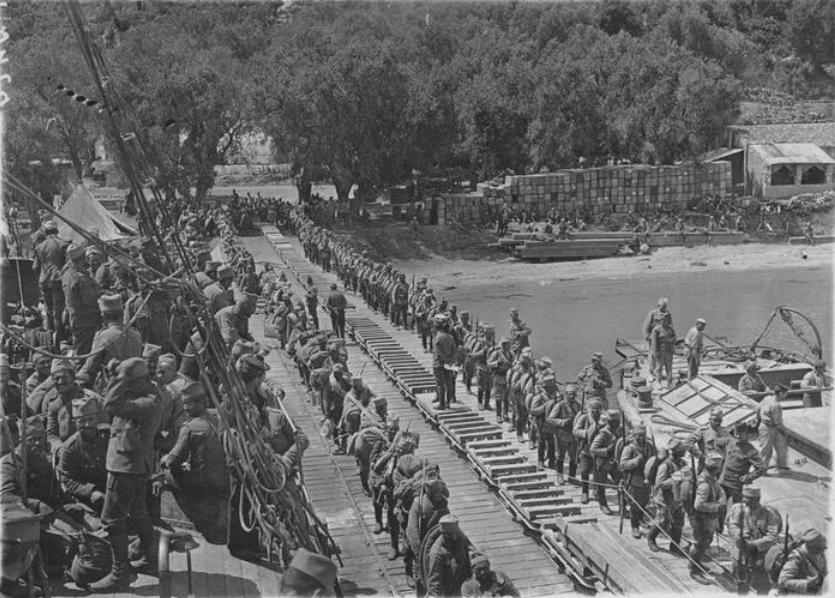
Soldati serbi si imbarcano su una nave francese a Corfù nel 1916

Circa 145.000 soldati serbi salvati dai porti dell'Albania furono trasferiti a Corfù dove furono riorganizzati con l'assistenza della Francia. Furono costituite tre piccole armate ciascuna composta da due divisioni di fanteria oltre a una divisione di cavalleria autonoma; una divisione serba annoverava 20.000 uomini ripartiti in tre reggimenti di tre battaglioni ciascuno, uno squadrone di cavalleria, un reggimento di artiglieria da montagna, due compagnie di genieri e unità di appoggio vario.
A fine giugno 1916 la Russia costituì una "Divisione di volontari serbi" con prigionieri di origine slava dell'esercito austro-ungarico catturati sul fronte orientale; l'unità si batté con le armate russe in Dobrugia e nel settembre dello stesso anno venne affiancata da una seconda divisione andando a formare il "Corpo volontari serbi": forte di circa 28.000 uomini, il corpo raggiunse il fronte di Salonicco all'inizio del 1917, dove fu integrato nelle armate serbe con il nome di "Divisione jugoslava".

### Italia
Il contributo dell'Italia alla campagna di Macedonia fu rappresentato dalla 35ª Divisione di fanteria, arrivata a Salonicco l'11 agosto 1916: il suo organico comprendeva due brigate di fanteria ("Cagliari" e "Sicilia") forti di due reggimenti di tre battaglioni ciascuno, uno squadrone di cavalleria (dal Reggimento "Cavalleggeri di Lucca"), otto batterie di artiglieria da montagna, sette compagnie del genio e servizi vari; nel corso del 1917 arrivò una terza brigata di fanteria ("Ivrea") e venne costituito un reparto di Arditi, portando l'organico totale delle forze italiane in Macedonia a circa 40.000 uomini.

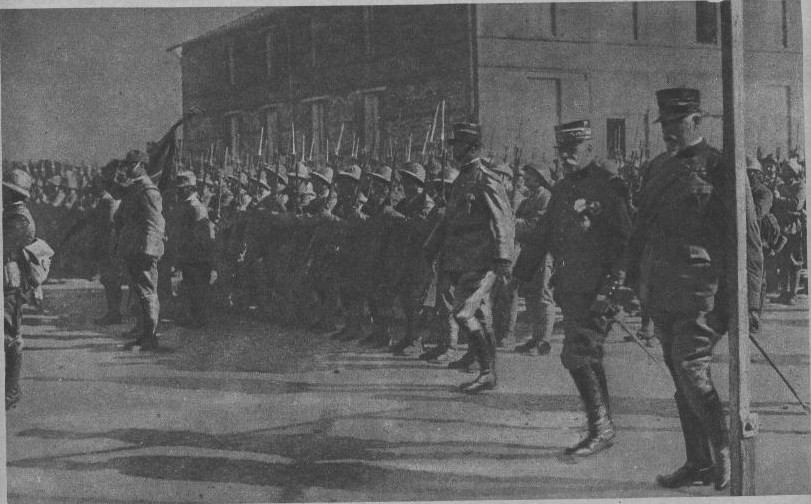
Soldati italiani sono passati in rivista dal generale Sarrail a Salonicco

### Grecia
Tra il 1916 e il 1917 l'esercito greco fu spettatore inerme degli scontri tra Alleati e Imperi centrali al confine tra Macedonia e Grecia, paralizzato dai dissidi politici tra il re Costantino I e il primo ministro Venizelos; favorito dagli Alleati, nel settembre 1916 un colpo di stato a Salonicco ad opera del generale Emmanouil Zymvrakakis portò all'istituzione di un governo greco ribelle (Governo provvisorio di difesa nazionale) retto da un triumvirato rappresentato da Venizelos, dal generale Panagiōtīs Dagklīs e dall'ammiraglio Pavlos Kountouriotis: vennero formate quattro divisioni di fanteria con truppe greche fedeli al nuovo governo per un totale di circa 60.000 uomini, che in dicembre entrarono poi in linea a fianco degli Alleati sul fronte macedone.
L'abdicazione di Costantino e la dichiarazione di guerra agli Imperi centrali il 30 giugno 1917 portarono poi l'intero esercito greco dalla parte degli Alleati. Per il luglio 1918 vi erano 280.000 soldati greci schierati con l'Armata alleata, inquadrati in due corpi d'armata di tre divisioni con un'ulteriore settima divisione autonoma; la divisione di fanteria greca aveva tre reggimenti di fanteria o di euzoni (fanteria da montagna) su tre battaglioni ciascuno e un battaglione di artiglieria da montagna, con i reparti di supporto (un reggimento di cavalleria, un reggimento di artiglieria da campagna e un reggimento del genio) concentrati a livello di corpo d'armata.

### Altre nazioni

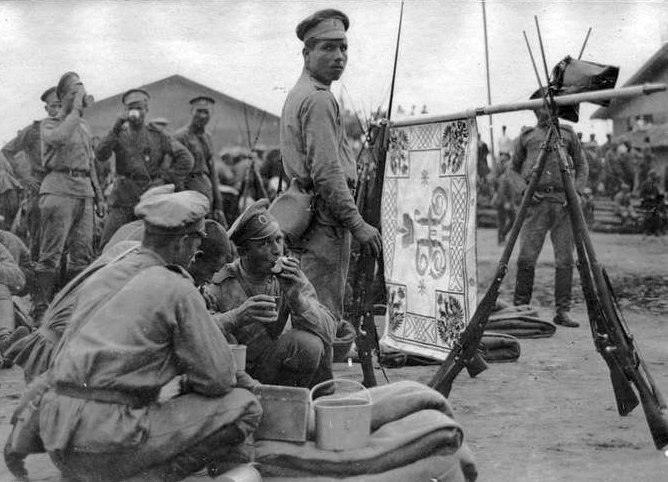
Soldati russi a Salonicco nel 1916

Nel giugno 1916 la Russia inviò sul fronte macedone, dopo un lungo viaggio via transiberiana fino a Vladivostok e poi via nave a Salonicco, una brigata di fanteria forte di due reggimenti ciascuno su quattro battaglioni e una compagnia mitraglieri autonoma; alla prima brigata se ne aggiunse una seconda all'inizio del 1917, portando il totale delle forze russe a Salonicco a circa 18.000 uomini. Le truppe russe si batterono bene, ma la notizia dell'abdicazione dello zar nel marzo 1917 e dei moti rivoluzionari in patria minarono il morale dei soldati e resero gli Alleati sospettosi del loro comportamento; nel gennaio 1918, dopo la presa del potere a Pietrogrado da parte del governo bolscevico, tutti i reparti russi sul fronte macedone furono disarmati e internati fino alla conclusione delle ostilità.
Invaso dagli austro-ungarici nel gennaio 1916, il Regno del Montenegro costituì un governo in esilio a Bordeaux e tre piccoli battaglioni di fuoriusciti montenegrini a Gaeta con l'appoggio degli italiani, ma il re Nicola I era osteggiato dai governi alleati a causa di alcuni tentativi di negoziare un pace separata e le sue truppe non furono mai impiegate in azione; un piccolo contingente di truppe irregolari montenegrine servì comunque sul fronte macedone insieme ai reparti serbi.
Allo stesso modo Essad Pascià, il filo-serbo primo ministro del Principato d'Albania, costituì un governo in esilio albanese a Salonicco dopo l'occupazione austro-ungarica dell'Albania nel febbraio 1916; circa 800 volontari albanesi furono riorganizzati in un battaglione di fanteria che combatté poi sul fronte macedone integrato nella 57ª Divisione di fanteria francese.
Dopo la dichiarazione di guerra alla Germania il 9 marzo 1916, nell'agosto seguente il Portogallo inviò una brigata di fanteria sul fronte di Salonicco, anche se l'unità vide poca azione.